# Ljubinko Drulović
Ljubinko Drulović (serbisch-kyrillisch Љубинко Друловић; * 11. September 1968 in Nova Varoš, SFR Jugoslawien, heute Serbien) ist ein ehemaliger jugoslawischer Fußballspieler und heutiger serbischer Fußballtrainer. Er spielte auf der Position des Mittelfeldspielers. Sein größter Erfolg als Trainer war der Gewinn der U-19-Fußball-Europameisterschaft 2013 mit der serbischen Nationalmannschaft.

## Erfolge

### Als Spieler
FC Porto
- Portugiesischer Meister: 1995, 1996, 1997, 1998, 1999
- Portugiesischer Vizemeister: 2000, 2001
- Portugiesischer Pokalsieger: 1994, 1998, 2000, 2001
- Portugiesischer Supercup-Sieger: 1993, 1994, 1996, 1998, 2001

Benfica Lissabon
- Portugiesischer Vizemeister: 2003

Partizan Belgrad
- Serbisch-Montenegrinische Meister: 2003

### Als Trainer
Serbien U-19
- Europameister: 2013